# 202605 Shenchunshan
202605 Shenchunshan este un asteroid din centura principală de asteroizi.

## Descriere
202605 Shenchunshan este un asteroid din centura principală de asteroizi. A fost descoperit pe 18 aprilie 2006 la Observatorul Lulin de Ting Chang Yang și Quan-Zhi Ye. Asteroidul prezintă o orbită caracterizată de o semiaxă mare de 3,11 ua, o excentricitate de 0,19 și o înclinație de 4,3° în raport cu ecliptica.